# Región geográfica inmediata de Florianópolis
La región geográfica inmediata de Florianópolis es una de las 24 regiones inmediatas del estado brasileño de Santa Catarina, la única región inmediata que compone la región geográfica intermedia de Florianópolis y una de las 509 regiones inmediatas en Brasil, creadas por el IBGE en 2017. Está compuesta de 17 municipios.

## Municipios
| Región Geográfica Inmediata | Código | Municipios                |
| --------------------------- | ------ | ------------------------- |
| Florianópolis               | 420001 | Águas Mornas              |
| Florianópolis               | 420001 | Alfredo Wagner            |
| Florianópolis               | 420001 | Angelina                  |
| Florianópolis               | 420001 | Anitápolis                |
| Florianópolis               | 420001 | Antônio Carlos            |
| Florianópolis               | 420001 | Biguaçu                   |
| Florianópolis               | 420001 | Florianópolis             |
| Florianópolis               | 420001 | Garopaba                  |
| Florianópolis               | 420001 | Governador Celso Ramos    |
| Florianópolis               | 420001 | Imbituba                  |
| Florianópolis               | 420001 | Palhoça                   |
| Florianópolis               | 420001 | Paulo Lopes               |
| Florianópolis               | 420001 | Rancho Queimado           |
| Florianópolis               | 420001 | Santo Amaro da Imperatriz |
| Florianópolis               | 420001 | São Bonifácio             |
| Florianópolis               | 420001 | São José                  |
| Florianópolis               | 420001 | São Pedro de Alcântara    |